# 天主教蓬塔雷納斯教區
天主教蓬塔雷納斯教區（拉丁語：Dioecesis Puntarenensis）是哥斯達黎加一個羅馬天主教教區，屬聖何塞總教區。
教區成立於1998年4月17日，位於蓬塔雷納斯省北部。2004年有教友168,274人（佔轄區總人口92.0%）、十六個堂區、廿三名司鐸。現任教區主為奧斯卡·赫拉爾多·費南德斯·紀廉。